# Datowanie izotopowe
Datowanie izotopowe (radiodatowanie) – metody datowania próbek, oparte na zjawisku niezależności od warunków fizycznych szybkości przebiegu rozpadu promieniotwórczego, stosowane głównie w naukach geologicznych i archeologicznych.

## Historia
W 1902 roku Ernest Rutherford i Frederick Soddy opublikowali wyniki eksperymentów z substancjami radioaktywnymi, wśród ich obserwacji znalazło się stwierdzenie, że niestabilne atomy (nie wiedziano wówczas, że atom ma jądro) przekształcają się w inne pierwiastki, a liczba rozpadów jest proporcjonalna do liczby atomów. W 1905 roku Rutherford zasugerował, że na podstawie ilości pierwiastka powstającego w wyniku rozpadu można określić wiek Ziemi.
Koncepcję Rutherforda rozwijał Bertram Boltwood, który w 1907 r. opublikował wyniki datowania skał na podstawie zawartości w nich uranu, toru oraz ołowiu jako produktu rozpadu. Stwierdził on, że badane skały mają wiek w zakresie od 400 milionów do 2,2 miliarda lat.
Początkowo czas określano na podstawie analiz chemicznych, które nie różnicowały izotopów pierwiastków. Rozwój wiedzy o budowie atomu, poznanie izotopów i rozwój metod badawczych, szczególnie spektrometrii mas, spowodował, że od około 1950 roku możliwe jest już precyzyjne datowanie z użyciem technik jądrowych.
Technika datowania pozostałości organizmów zwana datowaniem radiowęglowym została opracowana w 1949 r. przez Willarda Libby’ego i współpracowników, za co otrzymał w 1960 r. Nagrodę Nobla w dziedzinie chemii.

## Podstawy teoretyczne
Podstawą datowania radioizotopowego jest przemiana izotopów promieniotwórczych niezależnie od otoczenia zgodnie z prawem rozpadu naturalnego. Dla przypadku, gdy izotop rozpada się tylko w jeden sposób, tworząc trwały izotop, ilość rozpadającego się izotopu określa wzór:
{\displaystyle N(t)=N_{o}e^{-\lambda t}.}
Jeżeli powstający izotop nie rozpada się, to przybywa go tyle, ile ubywa izotopu promieniotwórczego:
{\displaystyle D(t)=N_{o}-N(t)=N(t)(e^{\lambda t}-1).}
Wiek określa się poprzez określenie stosunku ilości izotopu rozpadającego się do ilości izotopu powstającego:
{\displaystyle {\frac {D(t)}{N(t)}}=e^{\lambda t}-1.}
Stąd czas, od kiedy w próbce zaczął gromadzić się izotop potomny, określa wzór:
{\displaystyle t={\frac {1}{\lambda }}\ln \left({\frac {D}{N}}+1\right).}
Między czasem połowicznego rozpadu a stałą rozpadu zachodzi związek:
{\displaystyle T_{\frac {1}{2}}={\frac {\ln 2}{\lambda }}\approx {\frac {0{,}693}{\lambda }}.}
By datowanie metodą izotopową było możliwe, musi zostać spełnionych kilka warunków:
- układ jest zamknięty od momentu, dla którego określany jest czas; do układu nie powinien dopływać ani odpływać izotop radioaktywny i produkty jego rozpadu,
- istnieje zjawisko, które usuwa izotop potomny z układu,
- w badanych próbkach występuje izotop radioaktywny,
- czas połowicznego zaniku tego izotopu jest porównywalny lub większy z określanym czasem,
- minimalny możliwy do określenia czas wynika z możliwości określenia najmniejszych ilości izotopu potomnego.

## Opis
Metody stosowane są do datowania wydarzeń (krzepnięcie, osadzenie, wbudowanie w organizm), po których następuje uwięzienie w materiale rozpadającego się izotopu oraz produktów rozpadu promieniotwórczego, a uwolnienie ich przed danym wydarzeniem. Czas od wystąpienia wydarzenia określa się na podstawie proporcji pomiędzy zawartością określonego izotopu i produktów jego rozpadu. Jeżeli nie następuje ucieczka bądź napływ analizowanych izotopów do badanego materiału w badanym czasie, to proporcja ilości izotopów zależna jest wyłącznie od czasu, w którym następowało gromadzenie się produktów rozpadu.
Do metod datowania izotopowego zalicza się m.in.:
- datowanie radiowęglowe,
- datowanie uranowo-torowe (uran-234 i tor-230)
- datowanie uranowo-ołowiowe(inne języki) (uran-238 i ołów-206 oraz uran-235 i ołów-207)
- datowanie potasowo-argonowe (potas-40 i argon-40)[5]
- datowanie argonowe (argon-39 i argon-40)[7]
- datowanie rubidowo-strontowe (rubid-87 i stront-87)[5]
- datowanie renowo-osmowe(inne języki) (ren-187 i osm-187)[5]
- datowanie hafnowo-wolframowe(inne języki) (hafn-182 i wolfram-182)[8]